# イ・ポメリッジ・ムジカーリ
イ・ポメリッジ・ムジカーリ（イタリア語: Orchestra I Pomeriggi Musicali）は、イタリアのミラノを本拠地とするオーケストラである。

## 沿革・概要
イタリアの音楽評論家、フェルディナンド・バッロの提唱により1945年創立。古典レパートリーからコンテンポラリーまで幅広く取り上げることを方針とし、ニーノ・サンツォーニョを創立指揮者に迎えた。
ジャン・フランチェスコ・マリピエロ、アルフレード・カゼッラ、イルデブランド・ピツェッティ、オットリーノ・レスピーギらファシズムとの関係で再評価されにくかったイタリアの作曲家の作品を積極的に取り上げ、ジャコモ・マンゾーニ、フランコ・マルゴーラ、フランチェスコ・ペンニージ、フラヴィオ・テスティ、マルコ・トゥティーノ、マルチェッロ・パンニ、イヴァン・フェデーレ、ルカ・フランチェスコーニ、ファビオ・ヴァッキらの作品も積極的に紹介した。
2013年からマウリツィオ・サレルノが芸術監督を務めている。